# Гиршфельдия
Гиршфе́льдия (лат. Hirschfeldia) — монотипный род цветковых растений семейства Капустные (Brassicaceae), включает единственный вид — Гиршфе́льдия се́рая (Hirschfeldia incana). Очень близок к роду Горчица (Brassica).

## Ботаническое описание
По внешнему виду гиршфельдия серая очень похожа на горчицу чёрную (Brassica nigra), но, как правило, мельче размерами и является многолетним, а не однолетним растением. Формирует розетку прикорневых листьев, дольчатых, плоско лежащих на земле; листья сохраняются во время цветения. Стебель и листья покрыты короткими белыми волосками.

## Распространение
Вид родом из Средиземноморья, но может также встречаться и в других частях мира как интродуцированный вид, а часто даже как инвазивный вид и многочисленное сорное растение.

## Синонимика
- Brassica adpressa (Moench) Boiss., nom. illeg.
- Brassica geniculata (Desf.) Ball
- Brassica geniculata (Desf.) Benth.
- Brassica heterophylla (Lag.) Boiss. ex Nyman
- Brassica incana (L.) Maly, nom. illeg.
- Brassica incana (L.) Meigen
- Brassica nervosa Ball
- Brassica nigra var. incana (L.) Dosch & J. Scriba
- Brassica sylvestris subsp. incana (Meigen) Onno
- Cordylocarpus pubescens Sm.
- Crucifera hirschfeldia E.H.L.Krause
- Erucaria hyrcanica DC.
- Erucaria persica Gorter ex Ledeb.
- Erucastrum heterophyllum (Lag.) Nyman
- Erucastrum incanum (L.) W.D.J.Koch
- Erucastrum incanum var. geniculatum (Desf.) Coss.
- Hirschfeldia adpressa Moench
- Hirschfeldia adpressa var. consobrina Batt.
- Hirschfeldia consobrina Pomel
- Hirschfeldia consobuna Pomel
- Hirschfeldia geniculata (Desf.) Pomel
- Hirschfeldia heterophylla (Lag.) Amo
- Hirschfeldia incana subsp. adpressa (Moench) Maire
- Hirschfeldia incana subsp. consobrina (Batt.) Maire
- Hirschfeldia incana subsp. geniculata (Desf.) Tzvelev
- Hirschfeldia incana var. geniculata (Desf.) Bonnet & Barratte
- Hirschfeldia incana subsp. incrassata Gomez-Campo
- Hirschfeldia incana subsp. leptocarpa Tzvelev
- Myagrum pinnatum Sol.
- Raphanus erucaria J.F.Gmel.
- Raphanus incanus (L.) Crantz
- Rapistrum macedonicum Formánek
- Sinapis adpressa (Moench) Schloss. & Vuk.
- Sinapis geniculata Desf.
- Sinapis heterophylla Lag.
- Sinapis incana L.
- Sinapis paniculata Boiss.
- Sinapis taurica M.Bieb.
- Sisymbrium incanum (L.) Prantl
- Strangalis adpressa (Moench) Dulac[5]

## Хозяйственное значение и применение
Листья гиршфельдии съедобны и в некоторых областях употребляются в пищу как листовой овощ.